# Patellaria fuscoater
Patellaria fuscoater är en svampart som först beskrevs av Rehm, och fick sitt nu gällande namn av Trail 1889. Patellaria fuscoater ingår i släktet Patellaria och familjen Patellariaceae.   Inga underarter finns listade i Catalogue of Life.